# SHKM Baník Hodonín
SHKM Baník Hodonín (celým názvem: Sportovní hokejový klub mládeže Baník Hodonín) je český klub ledního hokeje, který sídlí v Hodoníně v Jihomoravském kraji. Od sezóny 2022/23 působí ve 2. lize skupina východ (3. nejvyšší soutěž v ČR). Klubové barvy jsou zelená a černá.
Založen byl v roce 2001 po obnově hodonínského ledního hokeje a jeho stadionu ve městě. Na rozdíl od předchozího městského klubu byla pro tentokráte mládež oddělena od mužského týmu do samostatného subjektu. Tím pádem mužský tým SHK Hodonín začal působit pouze v soutěžích pro dospělé. SHKM v následujících letech působila jako farma mladých hráčů pro hlavní hodonínský klub. Teprve v roce 2018 se vedení klubu po rozhovorech s Martinem Vyrůbalíkem rozhodlo založit vlastní mužský tým. Místo oranžovomodré kombinace dresů, kterou upřednostňoval dnes již zaniklý klub SKH Hodonín, se rozhodlo nové vedení zvolit tradiční zelenočernou kombinaci dresů, která navazuje na barvy zaniklého Baníku Hodonín. Nově složený mužský tým si pak ve své historicky první sezóně našel ve městě překvapivě mnoho příznivců, což se zřetelně ukázalo v play-off, kdy se průměrná návštěvnost dostala přes hranici 1 000 diváků.Od sezóny 2022/23 hraje A tým Baníku 2. ligu (3. nejvyšší soutěž v ČR).
Své domácí zápasy odehrává na zimním stadionu Václava Nedomanského s kapacitou 3 500 diváků.

## Přehled ligové účasti
Stručný přehled
Zdroj: 
- 2018-2022: Jihomoravská a Zlínská krajská liga (4. ligová úroveň v ČR)
- 2022- : 2. česká hokejová liga (3. ligová úroveň v České republice)

Jednotlivé ročníky

Zdroj: 
Legenda: ZČ - základní část, JMK - Jihomoravský kraj, červené podbarvení - sestup, zelené podbarvení - postup, fialové podbarvení - reorganizace, změna skupiny či soutěže
| Česko (2018 – ) |                                     |           |    |                                                     |           |
| Sezóny          | Soutěž                              | Úroveň    | ZČ | Play-off, nadstavba, sk. o udržení...               | Poznámky  |
| 2018/2019       | Jihomoravská a Zlínská krajská liga | 4. úroveň | 2. | Finále (výhra 3:2 na zápasy nad HHK Velké Meziříčí) |           |
| 2019/2020       | Jihomoravská a Zlínská krajská liga | 4. úroveň | 5. |                                                     | Nedohráno |
| 2020/2021       | Jihomoravská a Zlínská krajská liga | 4. úroveň | N  |                                                     | Zrušeno   |
| 2021/2022       | Jihomoravská a Zlínská krajská liga | 4. úroveň | 1. | Finále (výhra 3:0 na zápasy nad HK Kroměříž)        | Baráž     |
| 2022/2023       | 2. liga – sk. Východ                | 3. úroveň | 7. | Osmifinále (prohra 1:3 na zápasy s Hokej Vyškov)    |           |
| 2023/2024       | 2. liga – sk. Východ                | 3. úroveň | 3. | Osmifinále (prohra 2:3 na zápasy s HK Nový Jičín)   |           |
| 2024/2025       | 2. liga – sk. Východ                | 3. úroveň | 8. | Osmifinále (prohra 0:3 na zápasy s AZ Havířov)      |           |